# Norro Wilson

Erster Erfolg mit Only You auf Smash

Norris „Norro“ Wilson (* 4. April 1938 in Scottsville, Kentucky; † 8. Juni 2017 in Nashville, Tennessee) war ein US-amerikanischer Countrysänger, Songwriter und Schallplattenproduzent.

## Musikalische Laufbahn
Wilson begann seine musikalische Laufbahn als Siebenjähriger mit Klavierunterricht. Später sang er im Schulchor, teilweise schon als Solist. Nach seinem Schulabschluss erhielt Wilson ein Stipendium zum Besuch der Western Kentucky University. 1957 wurde er in Nashville (Tennessee) Tenor des Gospelquartetts The Southlanders. Seine erste Solo-Schallplatte nahm Wilson im September 1961 in Nashville für die Plattenfirma Monument Records mit den Titeln Ma Baker’s Island und Mexico auf. Bis 1963 veröffentlichte Monument insgesamt drei Singles mit Wilson, danach nahm er bis 1966 drei weitere Singles bei MGM und Hickory auf. 1968 erhielt Wilson einen Plattenvertrag bei Smash Records. Dort wurde er auf den Plattenetiketten als „Norro“ Wilson angegeben, dies blieb auch künftig sein Künstlername. Mit seiner dritten Smash-Single und dem Titel Only You gelang es ihm 1969 erstmals, sich einen Platz in den Hot Country Singles des US-Musikmagazins Billboard zu erobern (Rang 68). Bis 1974 wurde er insgesamt mit neun Titeln in den Hot Country Singles notiert, der 1973er Titel Ain’t It Good war mit Platz 35 am erfolgreichsten. Wilson besang bis 1974 Schallplatten, darunter 1969 eine Langspielplatte mit dem Titel Dedicated To: Only You. Zahlreiche seiner Singles entstanden in Zusammenarbeiten mit dem Produzenten Jerry Kennedy.
Nachdem Wilson schon in den 1960er Jahren vereinzelt als Komponist bei Plattenproduktionen in Erscheinung getreten war, wandte er sich ab 1970 verstärkt dem Songwriting zu. Während seine selbst besungenen Platten nur mäßigen Erfolg erzielten, schuf Wilson als Komponist über 50 Titel, die sich in den Country-Charts platzieren konnten. Darunter waren zwölf Songs, die zu Nummer-eins-Hits wurden. Besonders erfolgreich war die Zusammenarbeit mit den Country-Stars Charlie Rich und Tammy Wynette, für die er je drei Nummer-eins-Titel schrieb. Die meisten seiner Kompositionen schrieb Wilson im Auftrag der Al Gallico Music Corporation in Beverly Hills (Kalifornien). 38 seiner Kompositionen wurden mit einem BMI Award ausgezeichnet. 1996 wurde Wilson in die Nashville Songwriters Hall of Fame aufgenommen.
Parallel zu seiner Tätigkeit als Songwriter wurde Wilson 1975 A&R-Manager bei dem Medienkonzern Warner Bros., wo er im Schallplattensektor für Vertragsabschlüsse und Produktion verantwortlich war. Ähnliche Tätigkeiten übte er später bei RCA Records und Merit Music aus. Als Produzent arbeitete er mit Country-Sängern wie John Anderson, Buck Owens, Charley Pride oder Margo Smith zusammen. Seine Produktionen brachten 29 Nummer-eins-Hits hervor.

## US-Country-Charts als Sänger
| Jahr | Titel                             | Billboard |
| ---- | --------------------------------- | --------- |
| 1969 | Only You                          | 68.       |
| 1969 | Love Comes But Once in a Lifetime | 44.       |
| 1969 | Shame on Me                       | 56.       |
| 1970 | Do It to Someone You Love         | 20.       |
| 1970 | Old Enough to Want                | 53.       |
| 1972 | Everybody Needs Lovin’            | 28.       |
| 1973 | Ain’t It Good                     | 35.       |
| 1973 | Darlin’ Raise the Shade           | 64.       |
| 1974 | Loneliness                        | 96.       |

## Nummer-eins-Hits als Songwriter
(Country-Charts)
| Jahr | Titel                    | Interpret     |
| ---- | ------------------------ | ------------- |
| 1970 | Baby, Baby               | David Houston |
| 1970 | He Loves Me All the Way  | Tammy Wynette |
| 1972 | My Man                   | Tammy Wynette |
| 1973 | Soul Song                | Joe Stampley  |
| 1973 | The Most Beautiful Girl  | Charlie Rich  |
| 1974 | Another Lonely Song      | Tammy Wynette |
| 1974 | The Door                 | George Jones  |
| 1974 | The Grand Tour           | George Jones  |
| 1974 | A Very Special Love Song | Charlie Rich  |
| 1974 | I Love My Friend         | Charlie Rich  |
| 1981 | Never Been So Loved      | Charley Pride |
| 1983 | Night Games              | Charley Pride |

## US-Diskografie

### Vinyl-Singles
| A/B-Seite                                                     | Katalog-Nr. | veröffentl. |
| ------------------------------------------------------------- | ----------- | ----------- |
|                                                               | Monument    |             |
| Ma Baker’s Island / Mexico                                    | 453         | 11/1961     |
| Pink Dally Rue / Baby Don‘t Pout                              | 459         | 3/1962      |
| Blink Away / Top Dog                                          | 813         | 4/1963      |
|                                                               | MGM         |             |
| Chantilly Lace / Where the Action Is                          | 13323       | 4/1965      |
| Chantilly Lace / Love Hurts                                   | 14038       | 3/1969      |
|                                                               | Hickory     |             |
| Let’s Think About Living / Oh, Lonesome Me                    | 1379        | 4/1966      |
|                                                               | Smash       |             |
| Stranger to Me / Mama Mc Cluskie                              | 2151        | 2/1968      |
| Rather Do It Than Eat / Sunset and Wine                       | 2184        | 9/1968      |
| Only You / Hey Mister                                         | 2192        | 12/1968     |
| Love Comes But Once in Lifetime / All the Time                | 2210        | 3/1969      |
| Shame on Me / Let Me Go Back                                  | 2236        | 7/1969      |
| In the Loneliness Of The City / Roses in the Snow             | 2262        | 2/1970      |
|                                                               | Mercury     |             |
| Do It to Someone You Love / No One Will Ever Know             | 73077       | 6/1970      |
| Old Enough to Want To / State Line Daddy                      | 73125       | 10/1970     |
| If You Get Where Heart Is / Away of Her Arms                  | 73213       | 5/1971      |
|                                                               | RCA Victor  |             |
| The Gift of Love / The Sweet Lips That Kiss Me Good Morning   | 0677        | 4/1972      |
| Little Old Lady / Times Like These                            | 0762        | 7/1972      |
| Strange Little Girl / Everybody Needs Lovin’                  | 0824        | 10/1972     |
| Darlin’ Raise The Shade / Keep Me From Blowing Away           | 0909        | 3/1973      |
| Ain’t It Good / It’s All in the Game                          | 0062        | 8/1973      |
|                                                               | Capitol     |             |
| I Want To Hold You in My Arms / Loneliness                    | 3886        | 5/1974      |
| Come on Come on Pour Your Lovin’ on Me / Thanks But No Thanks | 4004        | 1/1975      |

### Langspielplatte
| Dedicated To: Only You, Smash 67116, 2/1969 |
| Tracks: A: 1 Love Comes But Once In A Lifetime, 2 Words, 3 My Prayer, 4 Little Green Apples, 5 All The Time, 6 That’s The Least I Could Do / B: 1 Only You, 2 You’re My World, 3 To The Aisle, 4 The Great Pretender, 5 Mama McCluskie |

## Einzelnachweis
1. ↑  Country Great Norro Wilson Dies at 79